# كونستانس لوبا
كونستانس لوبا (بالفرنسية: Constance Louoba)‏ مواليد 14 يونيو 1981، هي لاعبة كرة يد كونغولية تلعب كوسط مدافع. لمنتخب جمهورية الكونغو الديمقراطية لكرة اليد للسيدات.

## سجل المنافسة
شاركت في البطولات التالية:
- بطولة العالم لكرة اليد للسيدات 2013
- بطولة العالم لكرة اليد للسيدات 2015